# 저장 요리

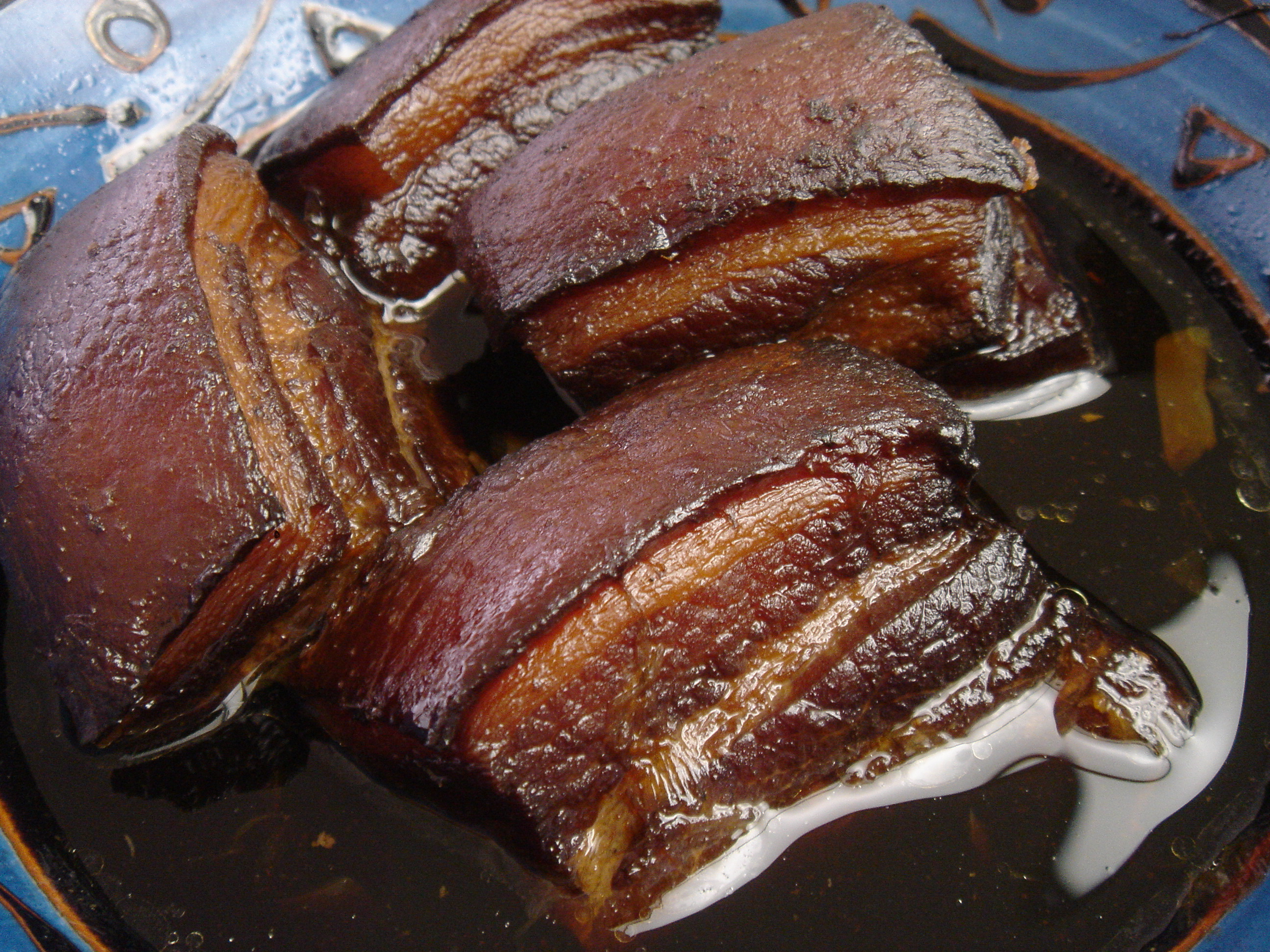

저장 요리(Zhejiang料理, 중국어: 浙江菜, 병음: Zhèjiāng cài 저장차이[*]) 또는 절요리(浙料理, 중국어: 浙菜, 병음: zhècài 저차이[*])는 중국 저장성에서 유래하는 요리이며, 중국 팔대 요리 중의 하나이다. 중화인민공화국에서는 저차이(浙菜) 또는 저장차이(浙江菜)로 부른다.

## 개요
저장성은 첸탕강 유역의 호수에 생산하는 민물고기, 새우, 물새, 동중국해에서 잡힌 해산물, 내륙의 구릉지의 야생초와 야채가 풍부하며, 저장 요리는 이것을 배경으로 하고 있다. 또한 항주(항저우)가 남송의 수도였던 시기, 화북에서 많은 요리사가 이전하여 북방의 미식이 여러 가지가 추가되었기 강남과 화동의 식재를 화북 조리법으로 만든 요리도 있다.
조리법은 잘 연구되어 섬세하고, 다양하며 음식과 정갈하고, 변화가 풍부하여 씹는 맛은 부드럽고 양념이 짜고, 음식은 담백하다. 이 지역 특산품인 양질의 신선한 식재를 골라 그 특색과 상쾌한 맛을 이끌어 내는 것이 특징이다. 화려하고 아름다게 담아서 이 지방 특유의 산수의 아름다움을 반영하고 있으며, 소동파의 이름과 일화에서 유래된 동파육을 비롯하여, 저장의 역사로 이어지는 이야기가 담긴 요리도 많다.
주된 조리법은 볶음 요리, 볶아서 익힌 요리, 찜, 고명, 약한 불로 삶은 것, 튀김 등이며, 다음과 같은 것들이 대표적인 요리이다.
- 《룽징샤런》(龍井蝦仁, 용정차로 볶은 새우)
- 《시후 추위》(西湖醋魚)
- 《자오화지》(叫花鷄, 거지닭)
- 《쑹싸오위겅》(宋嫂魚羹)
- 《동파육》(푹 졸인 돼지고기)
- 《펑화위터우》(奉化芋頭)
- 《미즈훠팡방》(蜜汁火方)
- 《란화춘쑨》(蘭花春筍)
- 《닝스 산쓰》(寧式鱓絲)
- 《싼쓰차오위》(三絲敲魚)
- 《샤쯔몐진》(蝦子麵筋)
- 《솽웨이추멍》(雙味蝤蠓)

## 세부 분류
저장 요리는 저장 성의 대표적인 도시의 이름에 따라 다음과 같이 네 가지 범주로 분류되기도 한다.

### 항저우 요리
항저우를 발상지로 한다. 저장 요리를 대표하며, 제철 야채와 야생초와 죽순 등의 소재의 풍부함을 특징으로 한다.

### 원저우 요리
원저우를 발상지로 한다. 가금과 가축 외에, 동중국해의 다채롭고 신선한 해산물을 특징으로 한다.

### 사오싱 요리
사오싱을 발상지로 한다. 민물고기와 물새, 가금류 요리를 사용하여, 부드럽게 씹히는 맛과 진한 국물을 특징으로 한다.

### 닝보 요리
닝보를 발상지로 한다. 해산물을 중심으로 신선하고 짠 맛을 특징으로 한다.